# Каприянский монастырь
Свято-Успенский Каприянский мужской монастырь (Киприановский монастырь; рум. Mănăstirea Căpriana) — мужской монастырь Кишинёвской епархии Русской православной церкви в селе Каприяна Страшенского района Молдавии. Расположен в лесах Кодр, в 36 км от Кишинёва.
Является одним из старейших православных монастырей Бессарабии.

## История
В 1420 году монастырь впервые упоминается в источниках, а в 1429 году обитель становится господарским монастырём по воле Александра I Доброго (этот год считается годом основания монастыря).
В 1535 году господарем Молдавского княжества Петром IV Рарешем начата реконструкция Троицкой церкви обители, а также заложена Успенская церковь, строительство которой продолжил господарь Стефан V Лакуста.
В связи с разорением обители в конце XVII века, монастырь с согласия молдавских епископов Саввы, Мисаила, Лаврентия и Варлаама был передан в ведение афонского болгарского монастыря Зограф, в связи с чем длительное время назывался Киприановский Афоно-Зографский монастырь. В 1840 году старая зимняя церковь в монастыре с примыкающей к ней трапезной была перестроена.
В конце XIX века обителью более двадцати лет управлял афонский постриженник, болгарин игумен Феофилакт, чья хозяйственная деятельность привела обитель к расцвету: на монастырских землях располагались 16 селений и 2 слободки, численность братии составляла около 70 человек, к монастырю был приписан Кондрицкий скит, где игуменом Феофилактом в 1895 году была построена новая каменная церковь. Часть дохода обитель отправляла в Зографский монастырь на Афон.
В 1962 году монастырь был закрыт и весь советский период находится в запустении.
В 1989 году деятельность монастыря была возрождена и в 2002—2005 годах проведена крупная реставрация.

## Святыни обители
В 1821 году в обители был погребён митрополит Кишинёвский и Хотинский Гавриил (Бэнулеску-Бодони). 25 августа 2016 года в монастыре были обретены его мощи, а 3 сентября 2016 года он был причислен к лику местночтимых святых.

## Галерея
- Успенская церковь.
- Внутри монастыря
- Георгиевская церковь.